# Piechota dymowa
Piechota dymowa – rodzaj oddziałów wojskowych w Polsce i Litwie w XVII i XVIII wieku.

## Historia
Była to kontynuacja piechoty wybranieckiej, ale zaciągani do niej byli nie tylko chłopi, ale i mieszkańcy miast. Rekruci wystawiani byli w ilości 1 na 20 domów (stąd dymowa, gdyż jeden dom równał się jednemu dymowi), we włościach królewskich oraz kościelnych i 1 na 30 domów w dobrach należących do szlachty. Umundurowanie i uzbrojenie sprawiane było na wzór zagraniczny. System rekrutacji tym sposobem przynosił zwykle mniejsze efekty od oczekiwanych. Dotyczyło to zarówno liczby, jak i jakości wojsk. Z żołnierzy rekrutowanych w ten sposób początkowo tworzono osobne oddziały jednak później byli oni kierowani głównie jako uzupełnienie innych jednostek w armii regularnej. Zdarzało się również, że niektóre regiony lub województwa wykupywały się z tego obowiązku wpłacając do skarbu państwa kwotę na wystawienie oddziału zawodowych żołnierzy w odpowiadającej planowanemu poborowi sile.
Po reformach sejmu czteroletniego, które objęły również wojsko, podniesiono liczbę armii zawodowej do 100 000 zachowując jednocześnie przestarzały wówczas system rekrutacji piechurów. 7 grudnia 1789 roku sejm wydał w Warszawie uchwałę nakazującą dostarczenie 1 rekruta z 50 dymów w dobrach i miastach królewskich oraz duchownych, a także 1 rekruta ze 100 dymów w dobrach dziedzicznych. Rekrutów powoływano tym sposobem do służby na 6-8 lat.
W 1794 roku w czasie insurekcji kościuszkowskiej naczelnik powstania Tadeusz Kościuszko formując regularną armię postanowił uzupełnić ją o żołnierzy werbowanych w systemie rekrutacji dymowej: 1. piechura z 5 dymów oraz 1. konnego z 50 dymów. W rezultacie w wojsku Tadeusza Kościuszki liczbę rekrutów dymowych z pospolitego ruszenia szacuje się na około 150 000 ludzi.